# منتخب نيوزيلندا تحت 23 سنة لكرة القدم
منتخب نيوزيلندا تحت 23 سنة لكرة القدم (بالإنجليزية: New Zealand national under-23 football team)‏ هو ممثل نيوزيلندا الرسمي في المنافسات الدولية في كرة القدم في فئة كرة قدم تحت 23 سنة للرجال، يديريه اتحاد نيوزيلندا لكرة القدم.